# Piégros-la-Clastre
Piégros-la-Clastre is een gemeente in het Franse departement Drôme (regio Auvergne-Rhône-Alpes) en telt 855 inwoners (2005). De plaats maakt deel uit van het arrondissement Die.

## Geografie
De oppervlakte van Piégros-la-Clastre bedraagt 24,5 km², de bevolkingsdichtheid is 34,9 inwoners per km².

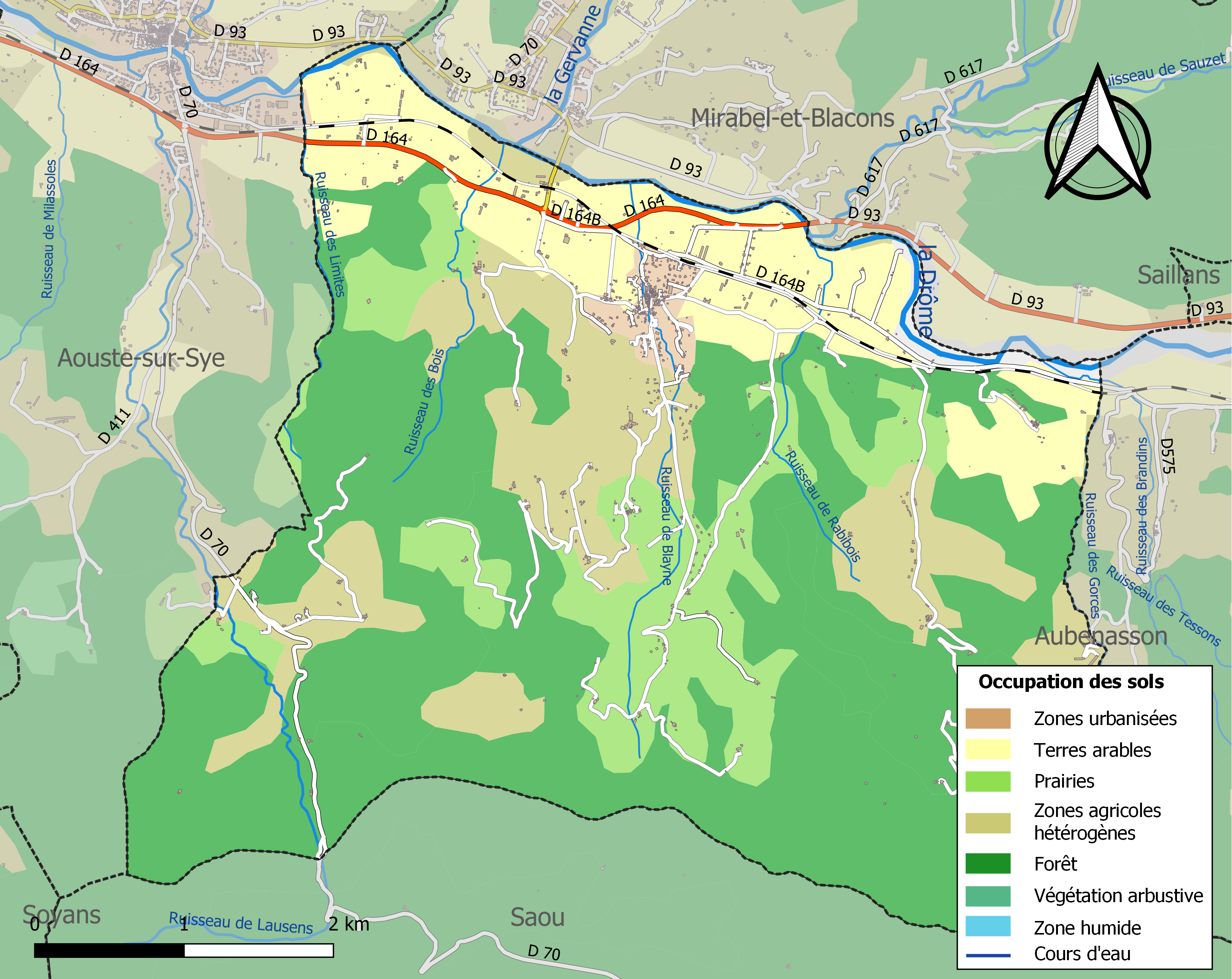
Kaart van de gemeente met belangrijkste infrastructuur, bodemgebruik en omliggende gemeenten

## Demografie
Onderstaande figuur toont het verloop van het inwonertal (bron: INSEE-tellingen).